# Cyriel Buysse
Pour les autres membres de la famille, voir Famille Buysse.
Pour les articles homonymes, voir Buysse.

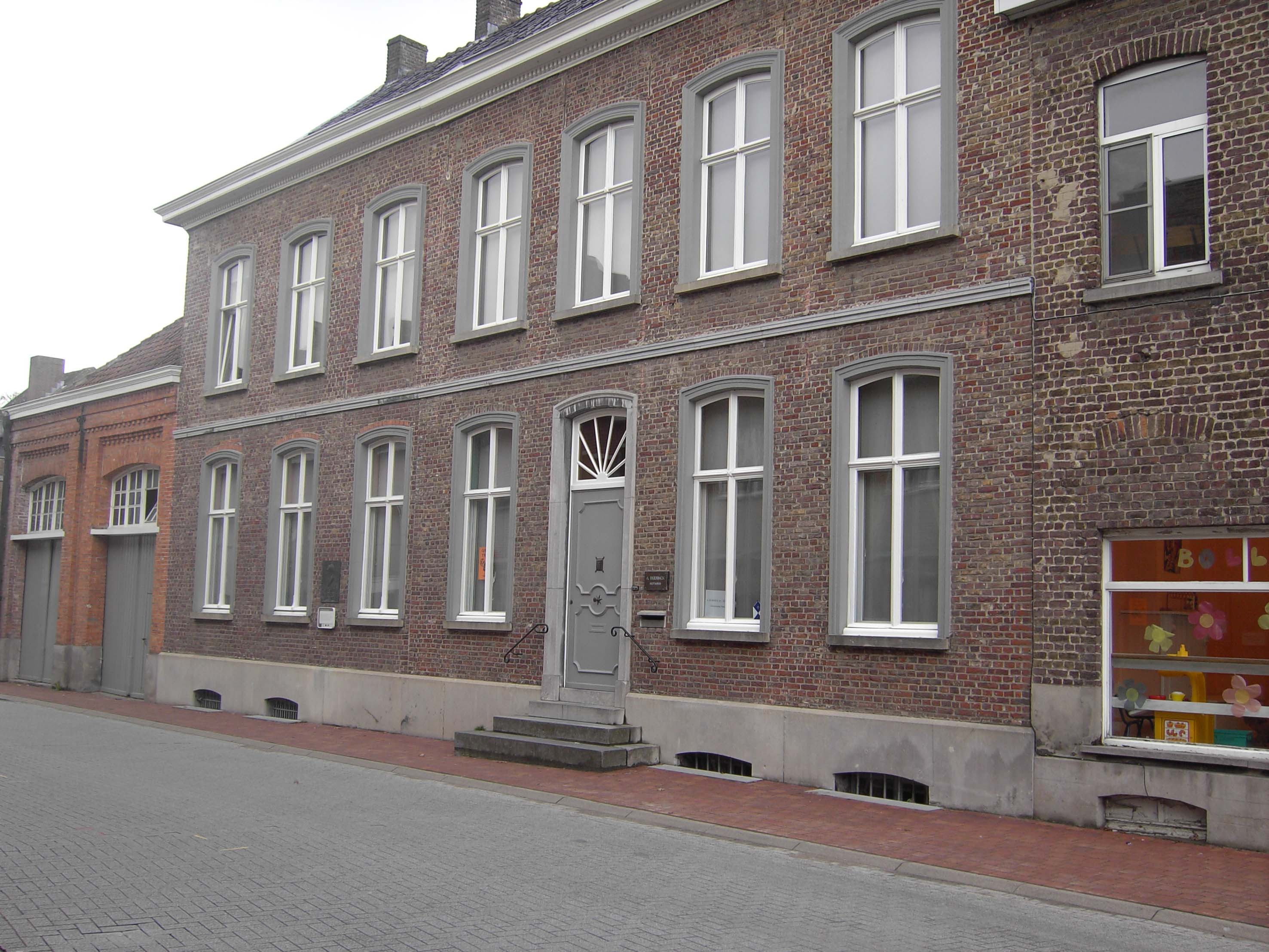
Maison natale de Cyriel Buysse, à Nevele.

Cyriel Buysse, né à Nevele le 20 septembre 1859 et mort à Afsnee 25 juillet 1932, est un écrivain naturaliste belge d'expression néerlandaise. Il a également écrit sous les pseudonymes suivants : Louis Bonheyden, Prosper Van Hove et Robert Palmer.

## Biographie
Cyriel Buysse est né en 1859 à Nevele (Flandre-Orientale) dans une famille aisée. Avant qu'il ait achevé ses études à l'athénée de Gand, il intégra l'usine familiale de chicorée selon le vœu de son père.
Suivant la suggestion de sa tante Virginie Loveling, elle-même auteur, il commença à écrire à l'âge de vingt-six ans. Lorsque son père découvrit qu'il avait donné rendez-vous à une fille qu'il avait rencontrée au café local, il dut quitter la terre ancestrale. Entre 1886 et 1896, il émigra aux États-Unis à plusieurs reprises, mais il en est revenu plus déçu à chaque fois. Le compte rendu écrit de ses voyages est connu sous le nom de Twee Herinneringen uit Amerika (Deux mémoires d'Amérique), écrit en 1888.
Il devint célèbre en tant qu'écrivain naturaliste, dans la tradition de Stijn Streuvels, Émile Zola et Guy de Maupassant. Bien qu'il ait été éduqué en français, ce qui n'était pas rare pour les fils des familles flamandes aisées de cette époque, la plupart de ses œuvres furent écrites en néerlandais. Son style est caractérisé par une profonde sympathie pour l'homme, dont il décrit l'existence de manière vivante et avec réalisme.
En 1893, il cofonda la revue littéraire Van Nu en Straks (D'aujourd'hui et de demain) avec Prosper Van Langendonck, August Vermeylen et Emmanuel De Bom, mais la quitta peu de temps après à la suite d'une dispute. La même année, il écrivit son premier roman : Het recht van den sterkste (Le Droit du plus fort).
Il épousa une veuve néerlandaise, Nelly Dyserinck, en 1896. Il passait les hivers à La Haye, aux Pays-Bas, où son fils René Cyriel naquit en 1897, et séjournait dans sa propriété rurale à Afsnee, en Belgique, durant l'été.
En 1903, il cofonda avec Louis Couperus et Willem Gerard van Nouhuys une autre revue littéraire, Groot Nederland, qu'il continua à éditer jusqu'à sa mort.
Pendant l'occupation allemande de la Belgique lors de la Première Guerre mondiale, il resta aux Pays-Bas. Il devint un contributeur actif au journal De Vlaamsche Stem (La Voix flamande). En 1918, après l'armistice, il retourna en Belgique où son talent était désormais largement reconnu : il reçut le Driejaarlijkse Staatsprijs voor het Proza en 1921, et fut reçu à la Koninklijke Vlaamse Academie voor Taal- en Letterkunde en 1930. En 1932, il fut élevé par le roi Albert Ier au rang de baron, ce qui était alors un honneur rare pour un écrivain et ironique étant donné le ton et le sujet de ses livres.
Sa pièce naturaliste Het gezin van Paemel (La Famille van Paemel, 1902) est toujours représentée régulièrement. Elle a aussi été adaptée pour le cinéma en 1986 par Paul Cammermans.
Cyriel Buysse est mort à Afsnee le 25 juillet 1932.

## Œuvres

### Prose
- 1887 – Guusje en Zieneken
- 1888 – Twee herinneringen uit Amerika
- 1891 – Beter laat dan nooit
- 1893 – Het huwelijk van neef Perseyn
- 1893 – Het recht van den sterkste (roman)
- 1894 – De biezenstekker
- 1894 – Sursum corda!
- 1895 – Wroeging
- 1896 – Mea culpa
- 1897 – Op 't Blauwhuis (roman)
- 1898 – De zwarte kost (1898)
- 1898 – Schoppenboer (roman)
- 1899 – Uit Vlaanderen (recueil)
- 1900 – Te lande (recueil)
- 1900 – Een Leeuw van Vlaanderen
- 1901 – Van arme menschen
- 1903 – Daarna
- 1903 – Aan 't strand
- 1904 – Tusschen Leie en Schelde (recueil)
- 1905 – In de natuur (recueil)
- 1906 – Het Verdriet van meneer Ongena
- 1906 – Het leven van Rozeke van Daelen (roman)
- 1906 – Het Bolleken (roman)
- 1907 – Lente (recueil)
- 1908 – Het volle leven (roman)
- 1909 – Ik Herinner mij (recueil)
- 1909 – De eenzame
- 1910 – Het "ezelken", wat niet vergeten was (roman)
- 1911 – De vroolijke tocht (récit de voyage)
- 1911 – Stemmingen (recueil)
- 1911 – Levensleer (roman coécrit avec Virginie Loveling)
- 1912 – De nachtelijke aanranding (roman)
- 1913 – Per auto (récit de voyage)
- 1913 – Van hoog en laag (roman)
- 1915 – Oorlogsvizioenen (recueil)
- 1915 – Zomerleven
- 1916 – Een vroolijk drietal (recueil)
- 1917 – Van een verloren zomer
- 1918 – De roman van den schaatsenrijder
- 1918 – De strijd
- 1919 – De twee pony's (recueil)
- 1919 – Plus-que-parfait (roman)
- 1921 – Zooals het was... (roman)
- 1922 – Uit de bron (recueil)
- 1923 – De Laatste Ronde (récit de voyage)
- 1924 – Tantes (roman)
- 1925 – Typen
- 1926 – Uleken (roman)
- 1927 – Kerels (recueil)
- 1928 – Dierenliefde (recueil)
- 1928 – De schandpaal (roman)
- 1929 – Wat wij in Spanje en Marokko zagen (recueil)
- 1930 – Uit het leven (recueil)
- 1931 – Twee werelden
- 1932 – Rivièra-impressies (récit de voyage)
- 1974-1982 – Verzameld werk (7 tomes)

### Théâtre
- 1895 – De plaatsvervangende vrederechter
- 1899 – Driekoningenavond
- 1900 – Maria
- 1903 – Het gezin van Paemel
- 1904 – De landverhuizers
- 1904 – De sociale misdaad
- 1905 – Se non é vero...
- 1908 – Het recht
- 1921 – Sususususut
- 1921 – Jan Bron

## Source
- (en) Cet article est partiellement ou en totalité issu de l’article de Wikipédia en anglais intitulé « Cyriel Buysse » (voir la liste des auteurs).

1. ↑  « http://www.archiefbank.be/dlnk/AE_13569 »